# Bronwyn Butterworth
Bronwyn Butterworth es una deportista australiana que compitió en taekwondo. Ganó dos medallas de bronce en el Campeonato Asiático de Taekwondo, en los años 1986 y 1988.

## Palmarés internacional
| Campeonato Asiático | Campeonato Asiático | Campeonato Asiático | Campeonato Asiático |
| Año                 | Lugar               | Medalla             | Categoría           |
| ------------------- | ------------------- | ------------------- | ------------------- |
| 1986                | Darwin (Australia)  | Medalla de bronce   | –47 kg              |
| 1988                | Katmandú (Nepal)    | Medalla de bronce   | –43 kg              |